# Hogna electa
Hogna electa là một loài nhện trong họ Lycosidae.
Loài này thuộc chi Hogna. Hogna electa được Carl Friedrich Roewer miêu tả năm 1959.